# محمد كييتا (لاعب كرة قدم)
محمد كييتا (2 سبتمبر 1990 في غامبيا - ) هو لاعب كرة قدم مالي ونرويجي في مركز الهجوم . شارك مع منتخب النرويج تحت 18 سنة لكرة القدم ومنتخب النرويج تحت 21 سنة لكرة القدم وNorway national under-23 association football team ‏. أما مع النوادي، فقد لعب مع لخ بوزنان ونادي ستابك ونادي سترومسغودست لكرة القدم ونادي سترومسغودست ونادي أحد.

## وصلات خارجية
- محمد كييتا على موقع اتحاد النرويج (النرويجية)
- محمد كييتا على موقع الدوري الأمريكي (الإنجليزية)
- محمد كييتا على موقع قاعدة بيانات كرة القدم.إي يو (الإنجليزية)
- محمد كييتا على موقع Soccerway.com (الإنجليزية)
- محمد كييتا على موقع عالم كرة القدم.نت (الإنجليزية)